# 마나마 클럽
마나마 클럽(아랍어: المنامة)은 마나마를 연고로 하는 바레인의 축구단이다. 현재 바레인 프리미어리그에 참가하고 있다.

## 우승
- 바레인 킹스컵: 2016–17
- 바레인 슈퍼컵: 2017